# Sovijärvi
Sovijärvi är en sjö i kommunen Jämsä i landskapet Mellersta Finland i Finland. Sjön ligger 97,8 meter över havet. Den är 10,07 meter djup. Arean är 87 hektar och strandlinjen är 11,86 kilometer lång. Sjön  ingår i Kymmene älvs huvudavrinningsområde.   Den ligger omkring 41 kilometer sydväst om Jyväskylä och omkring 200 kilometer norr om Helsingfors. 
I sjön finns öarna Kortesaari, Kalasaari och Helenansaari. Sovijärvi ligger nordöst om Kankarisvesi. 